# Xifeng (Guiyang)
Xifeng (息烽县,  Xīfēng Xiàn) ist ein chinesischer Kreis der bezirksfreien Stadt Guiyang, der Hauptstadt der Provinz Guizhou im Südwesten der Volksrepublik China. Er hat eine Fläche von 1.042 km² und zählt 243.300 Einwohner (Stand: Ende 2018).
Die Stätte des Konzentrationslagers Xifeng (Xifeng jizhongying jiuzhi 息烽集中营旧址) steht seit 1988 auf der Liste der Denkmäler der Volksrepublik China (3-161).